# Milad Ashna
Milad Ashna, född 14 augusti 1992, är en svensk taekwondo-utövare i 68 kg-klassen som tillhör Flash Taekwondo Klubb i Stockholm. Han räknas som Sverigeetta. Som största merit har han silver på OS-testet i London 2011 där han besegrades av den iranske mästaren Mohammad Bagheri. Milad Ashna kom som åttaåring till Sverige från Afghanistan och bor idag i Stockholm.
Milad Ashna är femfaldig svensk mästare i rad, från år 2006 till 2010.
Vid SM i taekwondo 2012 hoppsparkade Ashna en motståndare i ryggen efter avblåsning ifrån domaren. Motståndaren Flemming Nielsen polisanmälde sedan händelsen Förundersökningen lades ner p.g.a. att polisen ansåg att det inte gick att styrka brott då det inte fanns bevis om uppsåt för att skada. 
Taekwondoförbundet beslutade senare att ge Ashna två års avstängning för incidenten.
Ashna överklagade beslutet till Riksidrottnämnden som fastställde avstängningen t.o.m den 19 mars 2014, dvs. ett år.
I Trelleborg open 2014 slog han Servet Tazegul från Turkiet som vann OS i London 2012